# Utile (album)
Pour les articles homonymes, voir Utile.
Albums de Julien Clerc
Fais-moi une place
(1990) Julien
(1997)
Utile est le seizième album studio de Julien Clerc. Sorti en décembre 1992 , c'est l'album de ses retrouvailles avec le parolier Étienne Roda-Gil. Après dix ans de fâcherie, ils se retrouvent au début de l'année 1990 lors de l'enterrement de Nadine, la femme d'Étienne Roda-Gil. Lors d'un dîner en tête à tête, ils décident à nouveau de collaborer. Étienne amène personnellement chaque texte chez Julien, qui les met immédiatement en musique. Le livret du CD reproduit le carnet de notes d'Étienne Roda-Gil, avec ratures et dessins, sur lequel il a écrit cet album.
Utile, le titre de l'album est le premier single. Julien Clerc chante cette chanson le 11 janvier 2015 lors de la soirée d'hommage aux victimes des attentats de Charlie Hebdo et le 15 octobre 2016, à Nice, en hommage aux victimes de l'attentat qui a eu lieu le 14 juillet de la même année.
Charpie de Chapka est un hommage à son grand-père, membre du Parti Communiste.

## Titres
| 11 Titres   | 11 Titres                                       | 11 Titres        | 11 Titres    | 11 Titres  | 11 Titres | 11 Titres | 11 Titres | 11 Titres | 11 Titres |
| No          | Titre                                           | Paroles          | Musique      | Durée      |           |           |           |           |           |
| ----------- | ----------------------------------------------- | ---------------- | ------------ | ---------- | --------- | --------- | --------- | --------- | --------- |
| 1.          | New Viginia                                     | Étienne Roda-Gil | Julien Clerc | 1 min 37 s |           |           |           |           |           |
| 2.          | Noé                                             | Étienne Roda-Gil | Julien Clerc | 3 min 35 s |           |           |           |           |           |
| 3.          | Ballade en blanc                                | Étienne Roda-Gil | Julien Clerc | 2 min 42 s |           |           |           |           |           |
| 4.          | Charpie de Chapka (chanson pour mon grand-père) | Étienne Roda-Gil | Julien Clerc | 3 min 46 s |           |           |           |           |           |
| 5.          | Seule au monde                                  | Étienne Roda-Gil | Julien Clerc | 4 min 47 s |           |           |           |           |           |
| 6.          | Coquetier bleu                                  | Étienne Roda-Gil | Julien Clerc | 3 min 43 s |           |           |           |           |           |
| 7.          | Utile                                           | Étienne Roda-Gil | Julien Clerc | 3 min 02 s |           |           |           |           |           |
| 8.          | Free demo                                       | Étienne Roda-Gil | Julien Clerc | 4 min 17 s |           |           |           |           |           |
| 9.          | Amazone                                         | Étienne Roda-Gil | Julien Clerc | 3 min 28 s |           |           |           |           |           |
| 10.         | Toi tu me plais                                 | Étienne Roda-Gil | Julien Clerc | 3 min 12 s |           |           |           |           |           |
| 11.         | La belle est arrivée                            | Étienne Roda-Gil | Julien Clerc | 3 min 12 s |           |           |           |           |           |
| 37 min 20 s |                                                 |                  |              |            |           |           |           |           |           |

## Classements et certifications

### Classements hebdomadaires
| Classement (1992–93)             | Meilleure position |
| -------------------------------- | ------------------ |
| Europe (European Hot 100 Albums) | 50                 |
| France (SNEP)                    | 8                  |
| Pays-Bas (Mega Album Top 100)    | 99                 |

### Certification
| Pays          | Certification | Date | Ventes certifiées |
| ------------- | ------------- | ---- | ----------------- |
| France (SNEP) | Platine       | 1993 | 300 000           |